# 博涅維奇

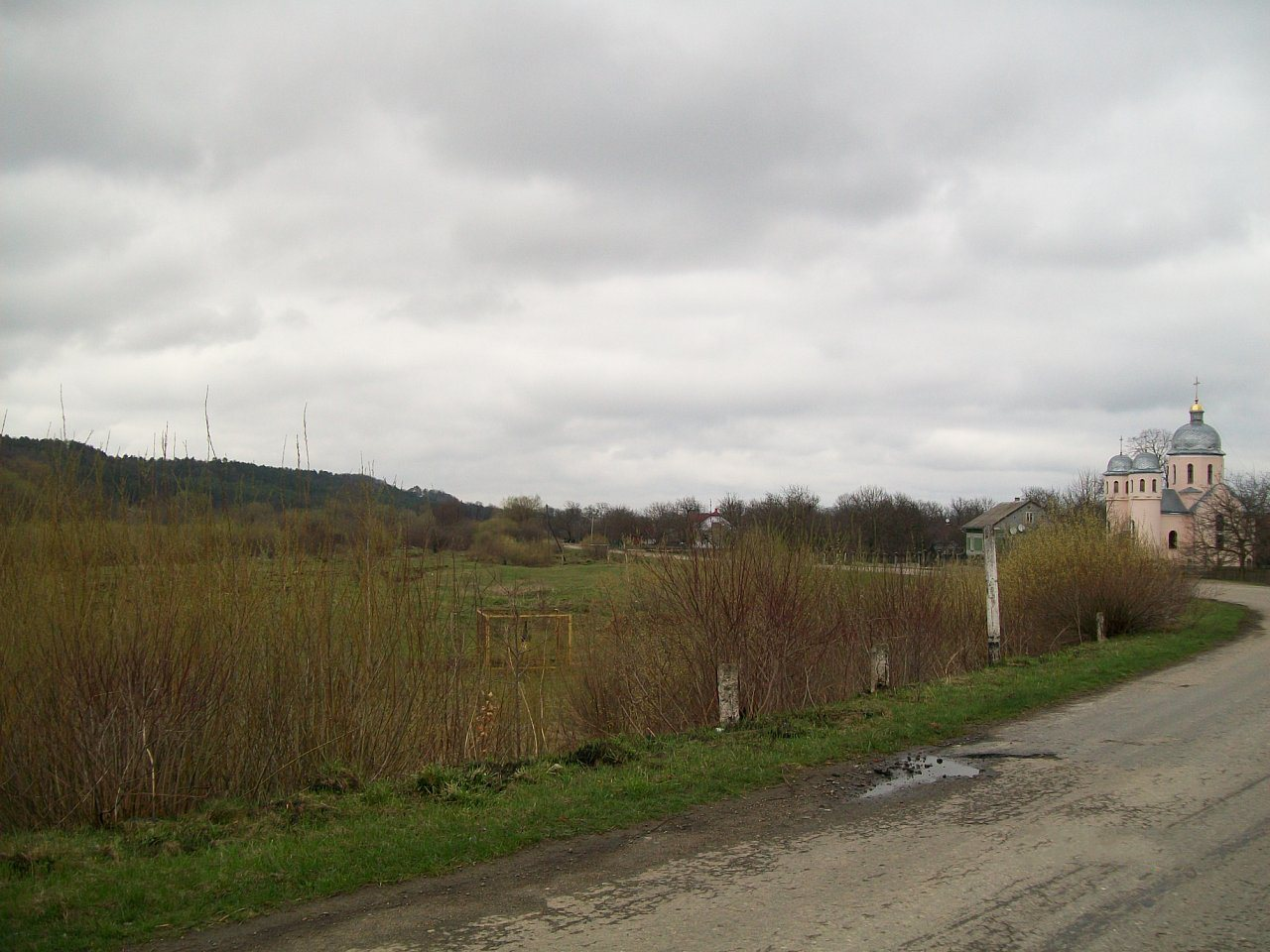

博涅維奇（烏克蘭語：Боневичі），是烏克蘭西部的村莊，隸屬利維夫州的桑比爾區。該村處於維爾瓦河畔，始建於1406年，面積1.4平方公里，海拔高度260米，2001年人口698。
49°35′30″N 22°49′53″E / 49.59167°N 22.83139°E